# José Alessio Robles
General José Carmen Alessio Robles (Saltillo, Coahuila, 3 de mayo de 1881 - 9 de agosto de 1921) fue un militar mexicano de filiación federal y villista que participó en la Revolución mexicana. Nació en Saltillo, Coahuila, siendo el segundo de los 7 hijos de Domingo Alessio Bello, comerciante originario de Salerno, Italia, y de Crisanta Robles Rivas. Estudió en el Colegio Militar. Llegó a ser Jefe del Escuadrón de Gendarmería del Ejército Federal. Luchó contra el maderismo y contra el constitucionalismo; fue derrotado por las fuerzas de Pablo González Garza y Francisco L. Urquizo en Candela, Coahuila, el 8 de julio de 1913. Al triunfo de la Revolución se exilió en los Estados Unidos. Regresó al país al terminar la lucha como villista y se retiró a la vida privada. Fue asesinado en una céntrica esquina de la capital del país por Jacinto B. Treviño el 9 de agosto de 1921. Le apodaban "el Apache" por sus grandes dotes de caballista, sus hermanos Vito Alessio Robles y Miguel Alessio Robles también fueron activistas revolucionarios, y tiempo después romperían relaciones fraternales debido principalmente al asesinato de José.